# رادو نیکولسکو
رادو نیکولسکو (رومانیایی: Radu Niculescu؛ زادهٔ ۲ مارس ۱۹۷۵) بازیکن فوتبال اهل رومانی بود.
از باشگاه‌هایی که در آن بازی کرده‌است می‌توان به باشگاه فوتبال راپید بخارست، باشگاه فوتبال چونگ‌کینگ دنگ‌دای لیفان، باشگاه فوتبال دینامو بخارست، باشگاه فوتبال گالاتاسرای، باشگاه فوتبال استوا بخارست، باشگاه فوتبال آنکاراگوچو، و باشگاه فوتبال چانگچون یاتای اشاره کرد.
وی همچنین در تیم ملی فوتبال رومانی بازی کرده‌است.